# Jordanne Whiley
Jordanne Joyce Whiley, MBE (* 11. Juni 1992 in London) ist eine ehemalige britische Rollstuhltennisspielerin.

## Karriere
Jordanne Whiley leidet an Osteogenesis imperfecta und startete in der Klasse der Paraplegiker.
Sie nahm an drei Paralympischen Spielen teil. 2008 in Peking schied sie sowohl im Einzel als auch im Doppel in der ersten Runde aus. 2012 in London und 2016 in Rio de Janeiro gelang ihr jeweils mit Lucy Shuker der Gewinn der Bronzemedaille im Doppel. Sie besiegten 2012 im letzten Spiel Sakhorn Khanthasit und Chanungarn Techamaneewat sowie 2016 Yui Kamiji und Miho Nijo. Im Einzel schied sie 2012 gegen Khanthasit erneut in der ersten Runde aus, 2016 in der dritten gegen Jiske Griffioen.
Beim Wheelchair Tennis Masters stand Jordanne Whiley mit Lucy Shuker erstmals 2010 im Finale der Doppelkonkurrenz, das sie in zwei Sätzen verloren. 2013 und 2014 gewann sie den Doppeltitel jeweils mit Yui Kamiji. Bei Grand-Slam-Turnieren feierte sie 2014 ebenfalls mit Kamiji ihren größten Erfolg: die beiden gewannen alle vier Turniere, gleichzeitig waren es auch ihre ersten vier Titel. 2015 gewann sie die Einzelkonkurrenz der US Open.
In der Weltrangliste erreichte sie ihre besten Platzierungen mit Rang drei im Einzel am 6. Juni 2016 sowie mit Rang eins im Doppel am 20. Juli 2015.
Ihr Vater gewann Keith bei den Sommer-Paralympics 1984 die Bronzemedaille über 100 m. Er ist außerdem ebenfalls Rollstuhltennisspieler. Aufgrund ihrer Leistungen im Rollstuhltennis wurde Jordanne Whiley 2015 zum Member of the British Empire ernannt.
2021 beendete sie ihre Karriere.